# سطح زائدي

سطح زائدي ذو طية واحدة

سطح زائدي ذو طيتان

في الرياضيات، السطح الزائدي (Hyperboloid) هو أحد السطوح التربيعية ثلاثية الأبعاد والذي معادلته كالتالي:
{\displaystyle {x^{2} \over a^{2}}+{y^{2} \over b^{2}}-{z^{2} \over c^{2}}=1}  (سطح زائدي ذو طية واحدة),
{\displaystyle -{x^{2} \over a^{2}}-{y^{2} \over b^{2}}+{z^{2} \over c^{2}}=1}  (سطح زائدي ذو طيتان)
إذا وفقط إذا a ساوت b فإن الشكل يسمى سطحا زائدا دورانيا. السطح الزائدي ذو الطية الواحدة هو السطح الناشئ من دوران قطع زائد حول محوره المستعرض. يعتبر السطح الزائدي ذو الطية الواحدة سطحا مسطرا وإن كان سطحا زائديا دورانيا فإنه بالإمكان الحصول عليه بدوران مستقيم حول مستقيم مخالف.

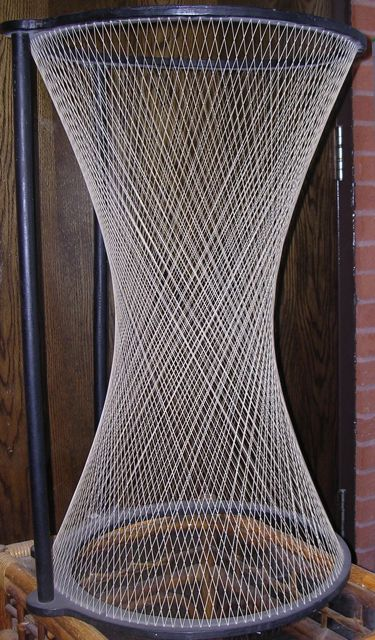
سطح زائدي إهليلجي ذو طية واحدة. الأسلاك هي خطوط مستقيمة. لأي نقطة على هذاالسطح يمروا خطين منتميين تماما على السطح. وهذا يوضح طبيعة هذا السطح

أما السطح الزائدي ذو الطيتان للمحور AP فيحصل عليه عن طريق مجموعة النقاط P حيث AP-BP تكون ثابتة، AP هي المسافة بين A وP. تعد A وB بؤرتا السطح الزائد. يمكن الحصول على السطح الزائدي ذي الطيتين عن طريق دوران قطع زائد حول محوره البؤري.
السطوح الزائدية المنحلة تكون معادلتها على الشكل:
{\displaystyle {x^{2} \over a^{2}}+{y^{2} \over b^{2}}-{z^{2} \over c^{2}}=0;}
وفي حالة a تساوي b فإن الشكل الناتج هو مخروط، أما الحالات الأخرى فيطلق على الشكل الناتج مخروط إهليلجي.

## الجمع بين مخروطية ثابتة وأخرى متحركة لتوليد سطح زائدي
يمكن اختزال الأسطح التي يمكن إنشاؤها عن طريق الجمع بين مخروطية ثابتة ومخروطية متحركة إلى الحالات الرئيسية التالية:
1. قطع زائد ثابت وقطع ناقص متحرك، أو قطع ناقص ثابت مع قطع زائد متحرك يولدان سطح زائدي بطية واحدة (الشكل 171) .
2. قطع زائد ثابت و قطع مكافئ متحرك، أو العكس ، ينتج عنهما شكل مكافئ زائدي (الشكل 172).[2]

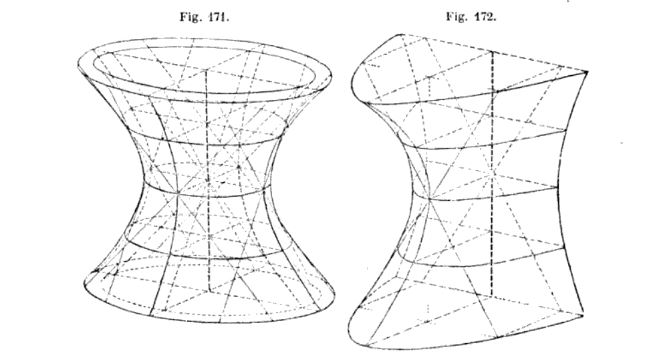
سطح زائدي بطية واحدة و سطح مكافئ زائدي

## معرض صور

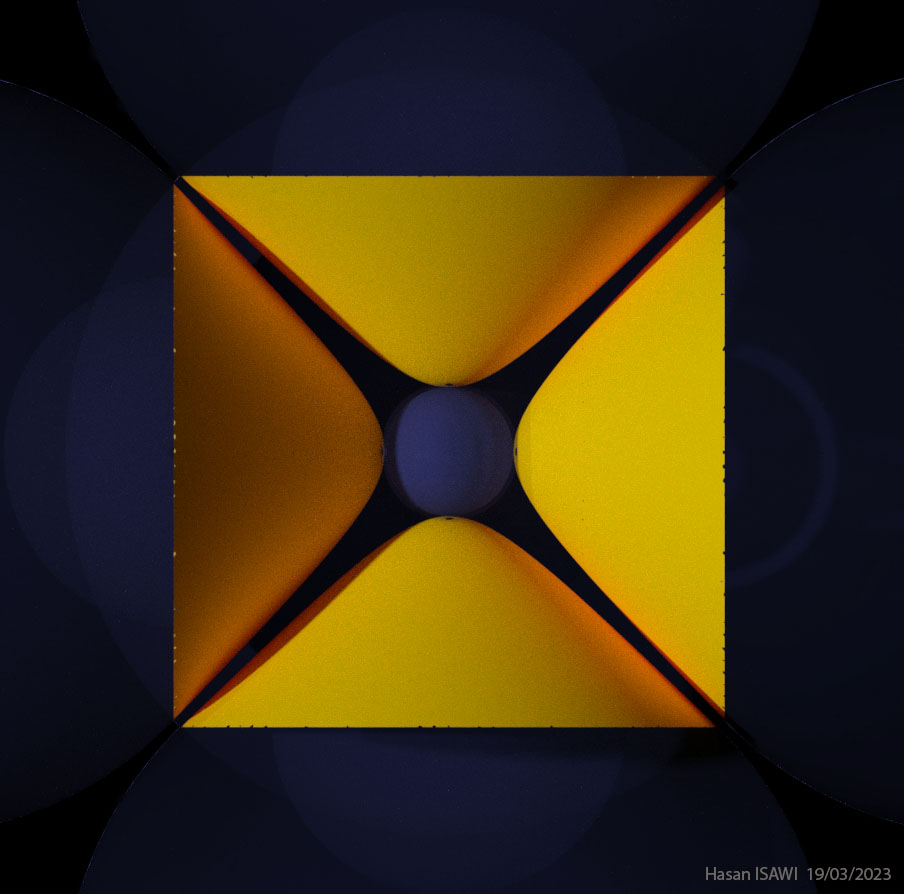
يلامس سطحان زائديان متتامان بعضهما البعض في نقاط لانهائية عندما تتطابق اتجاهاتها مع مخروط تقارب السطحين. كل سطح من السطحين الزائدين المتتامين يغلف تحولًا خطيًا لكرات متماسة للسطح نفسه
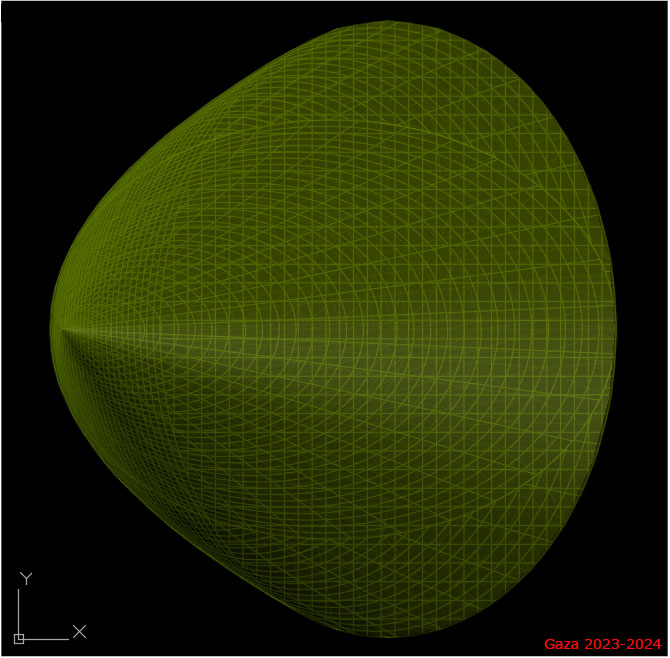
صورة لمخروط متماس لسطح مكافئ دوراني، حيث تنتمي قمة المخروط إلى واحد من مستويين التماثل للسطح
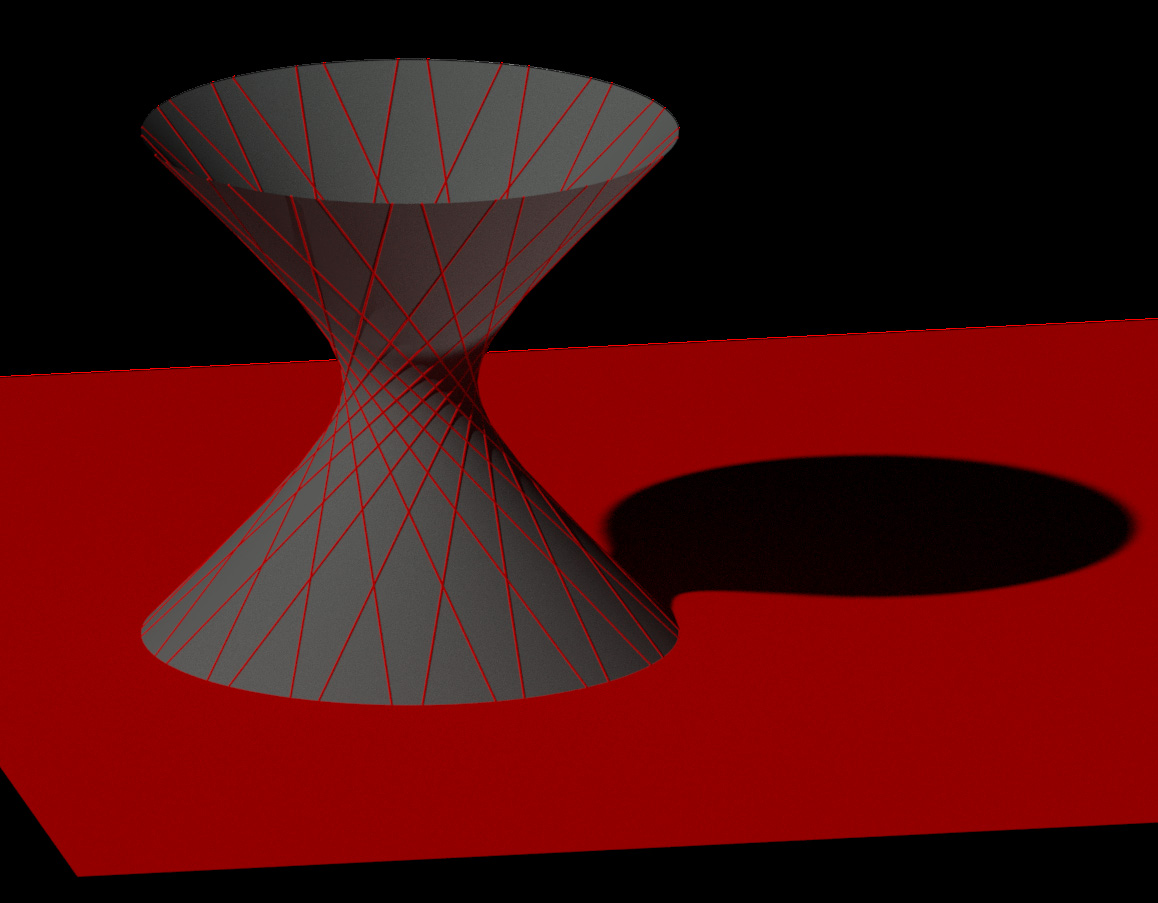
يعتبر السطح الزائدي بطية واحدة من الاسطح المسطرة لأنه من الممكن بناؤه من خلال دوران خط مستقيم حول محور متخالف معه.
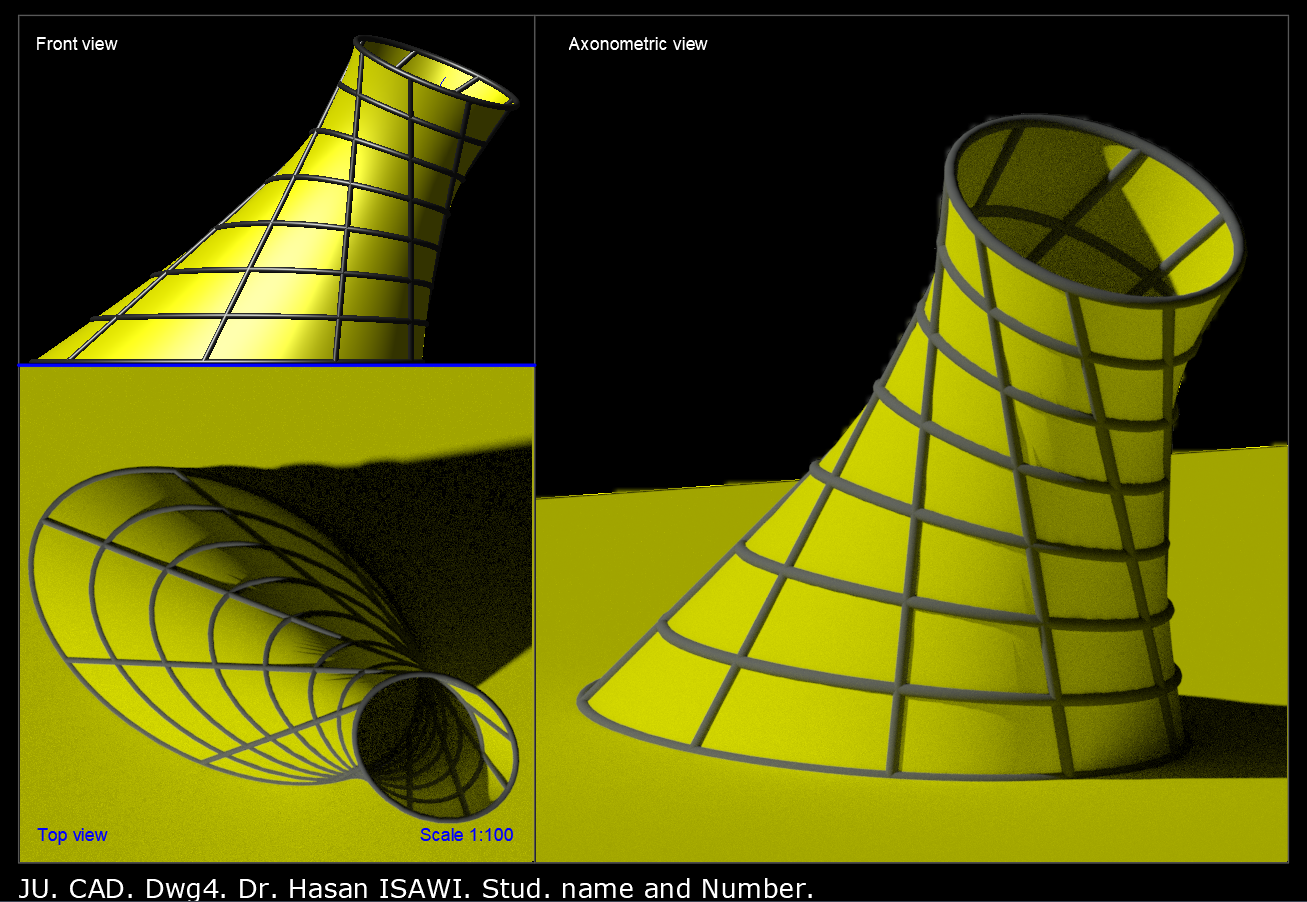
سطح زائدي مسطر. Ruled hyperboloid